# Georgina Abela
Georgina Abela es una cantante, música y compositora maltesa nacida en 1959. Es conocida por haber representado a Malta en el Festival de la Canción de Eurovisión 1991, junto a Paul Giordimaina, acabaron el 6.ª posición en la vuelta de Malta al festival tras 16 años de ausencia.

## Participaciones en Eurovisión
| Year | Title                              | Rank |
| ---- | ---------------------------------- | ---- |
| 1991 | Could it be (cantante)             | 6th  |
| 1992 | Little Child (compositora)         | 3rd  |
| 1996 | In a Woman's Heart (coro)          | 9th  |
| 2001 | Another Summer Night (compositora) | 9th  |